# Harald Deilmann
Harald Deilmann (Gladbeck, 30 de agosto de 1920 - 1 de enero de 2008, Münster (Westfalen) fue un arquitecto alemán. 

## Estudios
Entre 1946 y 1948 estudia en la Universidad técnica de Stuttgart con Richard Doecker. De 1949 a 1951 trabaja como proyectista y supervisor en la construcción en catedrales, dedicándose de forma independiente a partir de 1955.

## Selección de sus proyectos
- Teatros:

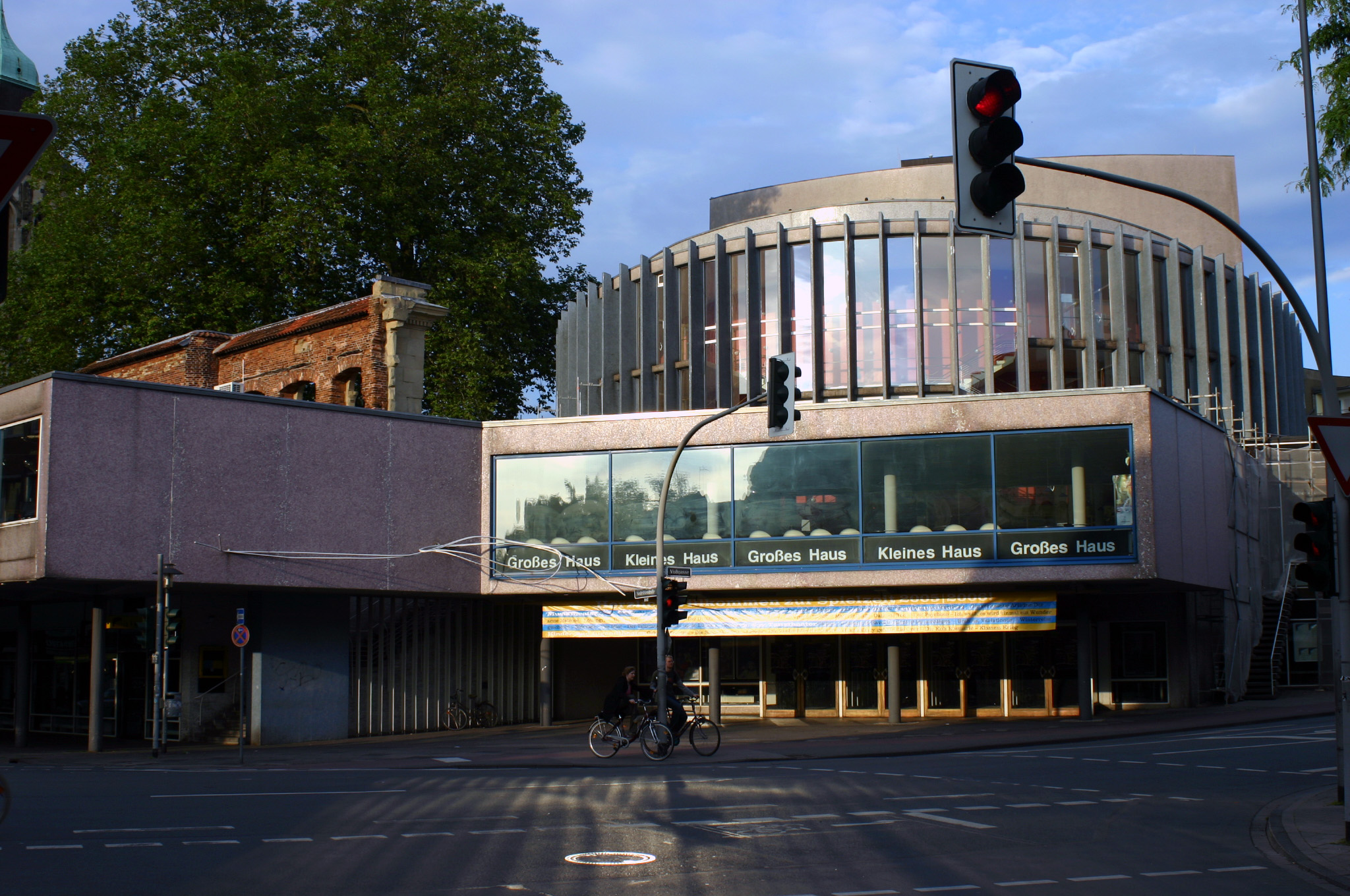
Teatro de Münster.

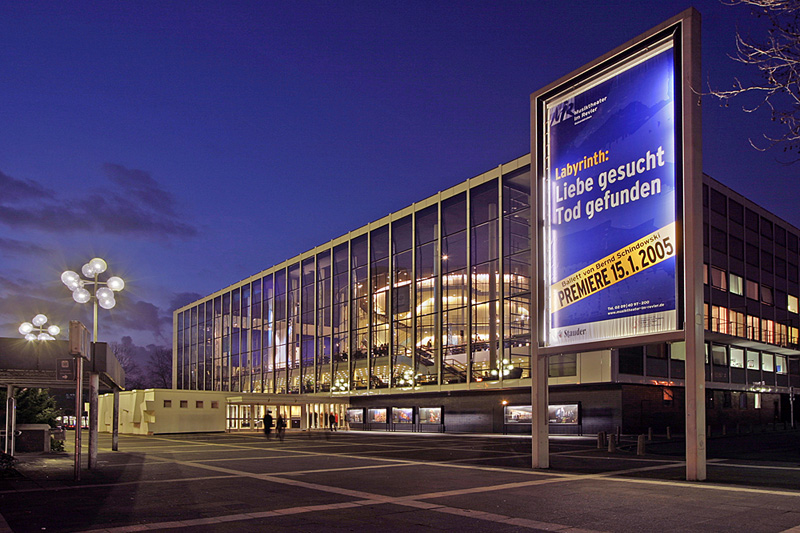
Teatro de música de Gelsenkirchen.

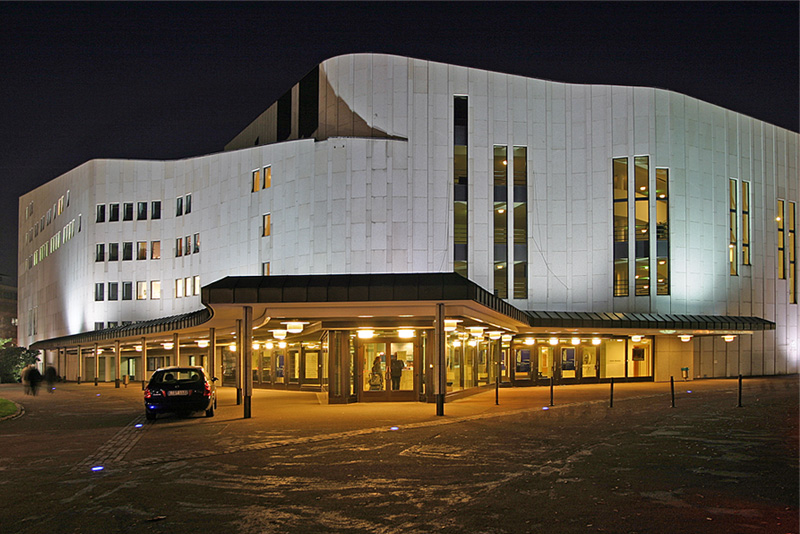
Teatro Aalto en Essen.

  - 1952-1955: Städtische Bühnen de Münster
  - 1959-1988: Teatro Aalto en Essen (con Alvar Aalto)
  - Teatro de música en Gelsenkirchen
- Avenidas:
  - 1957: Avenida de Nordwalde
  - 1971-1974: Avenida Rheda-Wiedenbrück
  - Avenida Gronau
- Escuelas y universidades:
  - Internado de Münster
  - Universidad de Bielefeld
  - Escuela Martin-Luther
  - Real escuela de Lemgo
  - Escuela vocacional del metal
- Museo:
  - Museo Clemens-Sels

## Algunas publicaciones
- Wohnungsbau Karl Krämer Verlag, Stuttgart 1973, ISBN 3-7828-0608-5
- Wohnbereiche Wohnquartiere. Karl Krämer Verlag, Stuttgart 1977, ISBN 3-7828-0611-5
- Bank-, Sparkassen- und Versicherungsbauten Karl Krämer Verlag, Stuttgart 1978, ISBN 3-7828-1105-4
- Gebäude für die öffentliche Verwaltung. Verlagsanstalt Alexander Koch, Darmstadt 1979, ISBN 3-87422-566-6
- Wohnort Stadt. Living in cities. Karl Krämer Verlag, Stuttgart 1987, ISBN 3-7828-0615-8